# Liste der Baudenkmale in Rietzneuendorf-Staakow
In der Liste der Baudenkmale in Rietzneuendorf-Staakow sind alle Baudenkmale der brandenburgischen Gemeinde Rietzneuendorf-Staakow und ihrer Ortsteile aufgelistet. Grundlage ist die Veröffentlichung der Landesdenkmalliste mit dem Stand vom 31. Dezember 2020. Die Bodendenkmale sind in der Liste der Bodendenkmale in Rietzneuendorf-Staakow aufgeführt.

## Baudenkmale in den Ortsteilen
In den Spalten befinden sich folgende Informationen:
- ID-Nr.: Die Nummer wird vom Brandenburgischen Landesamt für Denkmalpflege vergeben. Ein Link hinter der Nummer führt zum Eintrag über das Denkmal in der Denkmaldatenbank. In dieser Spalte kann sich zusätzlich das Wort Wikidata befinden, der entsprechende Link führt zu Angaben zu diesem Denkmal bei Wikidata.
- Lage: die Adresse des Denkmales und die geographischen Koordinaten. Link zu einem Kartenansichtstool, um Koordinaten zu setzen. In der Kartenansicht sind Denkmale ohne Koordinaten mit einem roten beziehungsweise orangen Marker dargestellt und können in der Karte gesetzt werden. Denkmale ohne Bild sind mit einem blauen bzw. roten Marker gekennzeichnet, Denkmale mit Bild mit einem grünen beziehungsweise orangen Marker.
- Bezeichnung: Bezeichnung in den offiziellen Listen des Brandenburgischen Landesamtes für Denkmalpflege. Ein Link hinter der Bezeichnung führt zum Wikipedia-Artikel über das Denkmal.
- Beschreibung: die Beschreibung des Denkmales
- Bild: ein Bild des Denkmales und gegebenenfalls einen Link zu weiteren Fotos des Baudenkmals im Medienarchiv Wikimedia Commons

### Rietzneuendorf(Nowa Wjas pśi rěce)
| ID-Nr.                           | Lage   | Bezeichnung | Beschreibung | Bild           |
| -------------------------------- | ------ | ----------- | --- | -------------- |
| 09140262                         | (Lage) | Dorfkirche  | Die evangelische Kirche wurde 1704 erbaut. Es ist ein Saalbau aus Fachwerk mit einem dreiseitigen Ostschluss. Der freistehende Westturm wurde 1707 erbaut, er ist verbrettert und trägt ein Walmdach. Der Kanzelaltar stammt aus dem Anfang des 18. Jahrhunderts. | weitere Bilder |
| 09141098 Teilobjekt zu: 09140262 | (Lage) | Taufengel   | | Taufengel      |
| 09140263                         | (Lage) | Gutshaus    | Das Gutshaus stammt aus dem Jahre 1891. | Gutshaus       |

### Staakmühle
| ID-Nr.                           | Lage                 | Bezeichnung | Beschreibung | Bild                                  |
| -------------------------------- | -------------------- | --- | ------------ | ------------------------------------- |
| 09140556                         | Dorfstraße 66 (Lage) | Wassermühle und Stallung sowie die gesamte wasserbauliche Anlage, bestehend Dahmewehr mit Absturzbecken, Mühlenfließ mit Wehr sowie zwei Stauteichen |              | weitere Bilder                        |
| 09141344 Teilobjekt zu: 09140556 | Dorfstraße 66 (Lage) | Wohnhaus |              | BW                                    |
| 09141345 Teilobjekt zu: 09140556 | Dorfstraße 66 (Lage) | Wohn- und Kontorhaus |              | BW                                    |
| 09141346 Teilobjekt zu: 09140556 | Dorfstraße 66 (Lage) | Stall |              | BW                                    |
| 09141347 Teilobjekt zu: 09140556 | Dorfstraße (Lage)    | Flusswehr & Mühlenfließ & Mühlenteich |              | Flusswehr & Mühlenfließ & Mühlenteich |

### Staakow(Stoki)
| ID-Nr.                           | Lage                 | Bezeichnung                | Beschreibung | Bild                       |
| -------------------------------- | -------------------- | -------------------------- | ------------ | -------------------------- |
| 09140389                         | Dorfstraße 12 (Lage) | Wohnhaus der Oberförsterei |              | Wohnhaus der Oberförsterei |
| 09140610 Teilobjekt zu: 09140389 | Dorfstraße 12 (Lage) | Garten                     |              | BW                         |